# 36177 Tonysharon
36177 Tonysharon este un asteroid din centura principală de asteroizi.

## Descriere
36177 Tonysharon este un asteroid din centura principală de asteroizi. A fost descoperit pe 30 septembrie 1999 la Socorro, New Mexico, în cadrul proiectului LINEAR. Asteroidul prezintă o orbită caracterizată de o semiaxă mare de 3,08 ua, o excentricitate de 0,05 și o înclinație de 8,6° în raport cu ecliptica.